# Sikorsky/Boeing SB-1
Die Sikorsky/Boeing SB>1 Defiant ist ein militärischer Flugschrauber der amerikanischen Hersteller Sikorsky und Boeing. Er ist als Technologiedemonstrator gestaltet und soll im Rahmen des Joint Multi Role Technology Demonstration (JMR TD) Programms der US-Streitkräfte die Umsetzbarkeit der ungewöhnlichen Zusammenstellung demonstrieren und den Streitkräften bei der abschließenden Auswahl des Entwurfs für die Beauftragung der Entwicklung eines serientauglichen Musters dienen. Er steht in Konkurrenz zur Bell V-280.

## Geschichte
Um die alternde Hubschrauberflotte des US-Militärs zu erneuern, wurde 2004 das Future Vertical Lift (FVL) Programm ins Leben gerufen, um eine Familie zukünftiger Hubschrauber zu entwickeln. Dabei ist eine Unterteilung in vier Gewichtsklassen geplant (light, medium, heavy, ultra). Als Vorstufe für die Medium-Kategorie, in die z. B. die aktuellen Modelle Sikorsky UH-60 und Boeing AH-64 fallen, sollen im Rahmen des Joint Multi-Role (JMR) Programms die Entwürfe untersucht und ihre Eignung nachgewiesen werden. Beim JMR trat Sikorsky/Boeing gegen drei weitere Bewerber (Bell, Karem, AVX) an, von denen schließlich jedoch nur Bell und Sikorsky/Boeing für den Bau eines Demonstrators ausgewählt wurden. Bell schickt die der V-22 Osprey ähnliche V-280 Valor ins Rennen, während Sikorsky/Boeing mit einer neuen Konstruktion auf Basis der Sikorsky X2 antreten, der SB>1 Defiant.
Um die Anforderungen hinsichtlich hoher Fluggeschwindigkeit zu erfüllen, musste auf neue Lösungen zurückgegriffen werden, da herkömmliche Hubschrauber hier limitiert sind. Bei der Auslegung griff Sikorsky auf Erfahrungen aus vergangenen Forschungsprogrammen zurück. Bereits 40 Jahre zuvor hatte Sikorsky zusammen mit der NASA die Sikorsky S-69 gebaut und getestet. Während damals noch Strahltriebwerke den Vortrieb bewirkten, kam auch hier bereits ein Koaxialrotor zum Einsatz. Die endgültige Ausführung mit Schubpropeller, allerdings deutlich kleiner, wurde in Form der Sikorsky X2 von 2008 bis 2010 erprobt.
Der zunächst für 2017 geplante Erstflug erfolgte am 21. März 2019 in West Palm Beach Florida.
Im Sommer 2019 wurde die Tests unterbrochen, weil Probleme mit dem Hauptrotor behoben werden mussten. Die Testflüge gingen ab 24. September 2019 weiter. Bis Dezember 2020 wurden 26 Flugstunden erreicht. Bis Oktober 2021 erreichte der Demonstrator eine Höchstgeschwindigkeit von 247 Knoten (457 km/h).
Zum Vergleich, hatte die konkurrierende Bell V-280 Entwicklung da schon mehrere hundert Flugstunden absolviert, und eine Höchstgeschwindigkeit von 305 Knoten (560 km/h) nachgewiesen. Ebenfalls im Oktober 2021 ersetzte man dort den Motor um risikoärmer und wartungsgünstiger zu werden.
Im Dezember 2022 gab die US-Army bekannt, sich gegen die Sikorsky/Boeing SB-1 Defiant entschieden zu haben. Die Entwicklung des Antriebs wird im  FARA-Programm der US-Army fortgesetzt (Future Attack Reconnaissance Aircraft), mit der nur halb so schweren Sikorsky Raider X (einer Fortentwicklung der Sikorsky S-97).

## Konstruktion
Zentrale Konstruktionsmerkmale der SB>1 sind der Koaxialrotor, kombiniert mit einem Schubpropeller. Um den Luftwiderstand bei hohen Fluggeschwindigkeiten zu senken, muss der Abstand zwischen den beiden koaxialen Rotoren möglichst gering gehalten werden. Da eine Berührung der gegenläufigen Rotorblätter fatale Folgen hätte, müssen die Rotoren sehr steif ausgeführt werden. Angetrieben werden Rotor und Propeller von zwei Gasturbinentriebwerken Honeywell T55, die für ein späteres Serienmodell durch die effizienteren, jedoch noch zu entwickelnden Future Affordable Turbine Engine (FATE) ersetzt werden sollen.

## Technische Daten
| Kenngröße            | Daten                      |
| -------------------- | -------------------------- |
| Besatzung            | 2                          |
| Passagiere           | 12                         |
| max. Startmasse      | > 13.600 kg                |
| Reisegeschwindigkeit | 250 kts (463 km/h)         |
| max. Schwebeflughöhe | 6000 ft bei 35 °C (1800 m) |
| Reichweite           | 229 NM (424 km)            |
| Triebwerke           | zwei Honeywell T55         |